# Hundred Days
Hundred Days är det tyska power metal-bandet Crystallions tredje studioalbum, utgivet i oktober 2009 på Dockyard 2 Records.
Liksom föregångaren Hattïn är Hundred Days ett konceptalbum; denna gång om den franske kejsaren Napoleon. Skivan behandlar bland annat slaget vid Ligny samt slaget vid Waterloo. 

## Låtlista
1. "Cloak and Dagger" – 2:22
2. "The Sleeping Giant" – 5:49
3. "A Cry in the Night" – 4:22
4. "Sole Survivors in Ligny" – 5:39
5. "Nations Falling" – 6:42
6. "Hougoumont" – 5:09
7. "Under Heavy Fire" – 4:51
8. "We Stand Aligned" – 6:19
9. "Hundred Days" – 4:56
10. "The Bravest of the Brave" – 6:03

## Medverkande
Musiker
- Thomas Strübler – sång
- Patrick Juhász – gitarr
- Steven Hall – basgitarr
- Manuel Schallinger – keyboard
- Martin Herzinger – trummor

Bidragande musiker
- Seref Alexander Badir – bakgrundssång
- Gerald Kendler – bakgrundssång
- Otto Clemens – berättarröst

Produktion
- Seref Alexander Badir – producent, inspelningstekniker, mixning
- Christoph Klatt – inspelningstekniker
- René Berthiaume – inspelningstekniker, mastering
- Rainer Kalwitz – omslagskonst
- Martin Herzinger – layout
- Steven Hall – skivomslagskoncept